# Koło
Koło (udtale: [ˈkɔwɔ]) er en by i den østlige del af voivodskabet Storpolen i det vestlige centrale del af Polen. Byen har 20.380(2021) indbyggere og et areal på 13,85 km², og er administrationsby i powiatet Koło.

## Historie
Koło er en af de ældste byer i Polen. Den fik bystatus i 1362 af kong Kasimir 3. Den lå på et sikkert sted nær det kongelige slot på en ø i Warta-flodens forgreninger; byen havde ingen mure, men kun to porte. Den var en kongeby og sæde for et landpowiat (starostwo niegrodowe).[s. 16–18]
I 1410 var Koło et samlingssted for den storpolske adel, som opfordrede til en krig med den Tyske Orden (se Slaget ved Grunwald). I 1452 var det kongelige slot i Koło mødestedet mellem kong Kasimir 4. Jagiellon og repræsentanterne for Preussiske forbund (se: Trettenårskrigen).
Fra begyndelsen af det 15. århundrede og frem til 1716 var Koło mødestedet for provinsparlamentet kaldet Sejmik Generalny for regionen Storpolen, omfattende Poznań voivodeskab, Kalisz, Sieradz, Łęczyca, Brześć Kujawski og Inowroczyca voivodeskab. Byen udviklede sig til et regionalt knudepunkt for handel og håndværk, især inden for metaller og tekstiler, og som et center for keramik. I 1571 blev der udarbejdet en kontrakt med hensyn til jødernes status i Koło, hvori byens kristne har forpligtet sig til at yde beskyttelse til jøderne, mod at jøderne skulle betale en særlig årlig kommuneskat.
Koło blev ødelagt to gange, en gang i 1622 af Lisowski-styrkerne, og i 1655 af Svenskerne; økonomien formåede først at genoplive i slutningen af det 17. århundrede. Indtil 1793 tilhørte Kongeriget Polens krone. Den 1. polske nationale kavaleribrigade var stationeret i byen.
Efter Polens anden deling blev det i årene 1793-1806 besat af Preussen, men under Kościuszko-opstanden i 1794 blev det midlertidigt befriet af oprørerne. Efter den vellykkede Storpolske opstand i 1806, blev den genvundet af polakker og inkluderet i det kortvarige Hertugdømmet Warszawa. Efter hertugdømmets opløsning i 1815 udgjorde det en del af den russisk-kontrollerede] kongres-Polen.